# Чинакаев, Ханяфи Мавлидинович
Ханяфи́ Мавлиди́нович Чинака́ев (род. 20 апреля 1947) — российский гобоист и музыкальный педагог, солист ЗКР АСО Санкт-Петербургской филармонии, доцент Казанской консерватории (с 2005 по 2009 год), преподаватель средней специальной музыкальной школы-лицея Санкт-Петербургской консерватории им. Н. А. Римского-Корсакова и Санкт-Петербургского хорового училища им. М. И. Глинки, руководитель ряда музыкальных коллективов и организаций, заслуженный артист России (1992), заслуженный деятель искусств Российской Федерации.

## Биография
Ханяфи Чинакаев получил музыкальное образование в Ленинграде. В 1971 году он окончил Ленинградскую консерваторию, а в 1975 — аспирантуру консерватории по классу Кирилла Никончука. Параллельно он изучал композицию и окончил консерваторию как композитор по классу Ореста Евлахова.
С 1976 по 2001 год Чинакаев занимал место солиста-концертмейстера группы гобоев заслуженного коллектива Ленинградской (позднее — Санкт-Петербургской) филармонии. Он также был участником квинтета духовых инструментов Петербургской филармонии и принимал участие в записи компакт-диска этого коллектива. Как солист Ханяфи Чинакаев гастровал в различных странах Европы, Америки и Азии. Он осуществил аудиозаписи концертов для гобоя Баха, Вивальди, Марчелло, Беллини. В 1992 году он был удостоен почётного звания заслуженный артист России.
Покинув оркестр в 2001 году, Ханяфи Чинакаев занялся музыкальным менеджментом и преподаванием. Он организовал в Петербурге фестиваль «Камерные оркестры Санкт-Петербурга». В настоящее время он художественный руководитель Санкт-Петербургского фестивального камерного оркестра и президент «Санкт-Петербург-Арт-Центра». Кроме того с 2005 по 2009 годы Чинакаев преподавал гобой в Казанской консерватории. Он также преподаёт в средней специальной музыкальной школе-лицее Санкт-Петербургской консерватории и Санкт-Петербургском хоровом училище им. М. И. Глинки. В 2008 году Чинакаеву было присвоено звание Заслуженный деятель искусств Российской Федерации. Ханяфи Чинакаев являлся так же директором Академического симфонического оркестра Санкт-Петербургской Филармонии им. Д. Д. Шостаковича, откуда был уволен в 2015 году при неоднозначных обстоятельствах.

## Аудиозаписи
- Музыка барокко. — СПб., 1988 («Мазурмедиа»);
- Фестиваль Вивальди. — СПб., 1994 («Мазурмедиа»);
- Saint-Petersburg philharmonic quintet. — СПб., 2000 («Paul Ro Company»).

## Награды и звания
- Заслуженный артист Российской Федерации (20 ноября 1992) — за заслуги в области музыкального искусства
- Заслуженный деятель искусств Российской Федерации (2008)